# Стрелолист монтевидейский
Стрелолист монтевидейский (лат. Sagittaria montevidensis) — водное многолетнее травянистое растение, вид рода Стрелолист (Sagittaria) семейства Частуховые (Alismataceae). Произрастает в Северной и Южной Америке.

## Ботаническое описание
Стрелолист монтевидейский — лишённое стебля корневищное водное многолетнее травянистое растение. Молодые лентообразные листья растут погружёнными в воду, тогда как листья более старых растений выступают над поверхностью воды. Листья по форме напоминают стрелу, гладкие, до 28 см в длину и 23 см в ширину. Его теретические, губчатые черешки могут достигать длины более 0,75 м и до 8 см в толщину.
Соцветия обычно короче листьев и опадают. Цветки собраны в мутовки или в пары в узлах и имеют диаметр от 2 до 3 см. Цветок имеет три лепестка, каждый из которых белый с ярким бордовым пятном, и три зелёных чашелистика. Толстые цветоножки достигают 5 см в длину. Цветёт с июня по сентябрь.

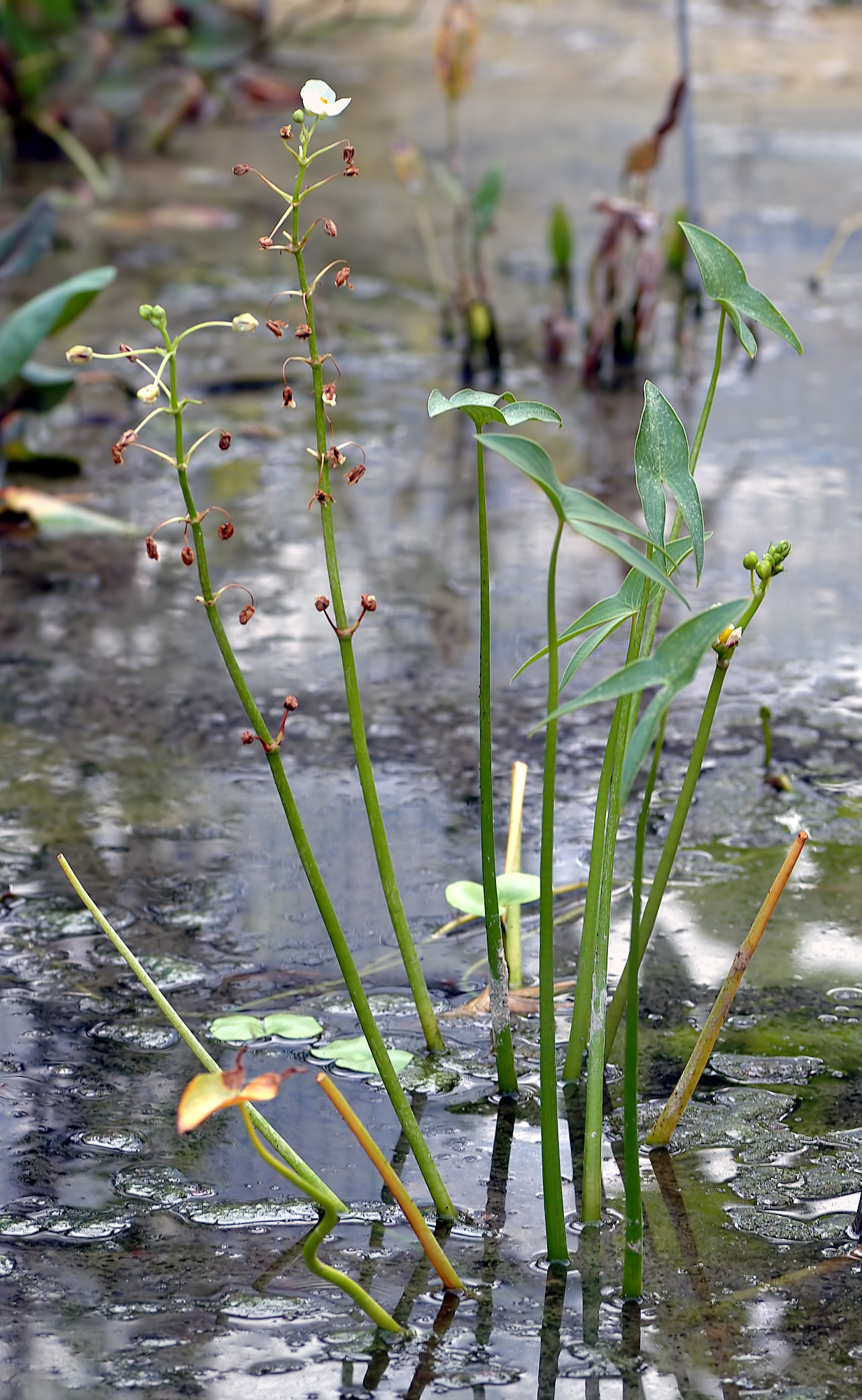
Общий вид
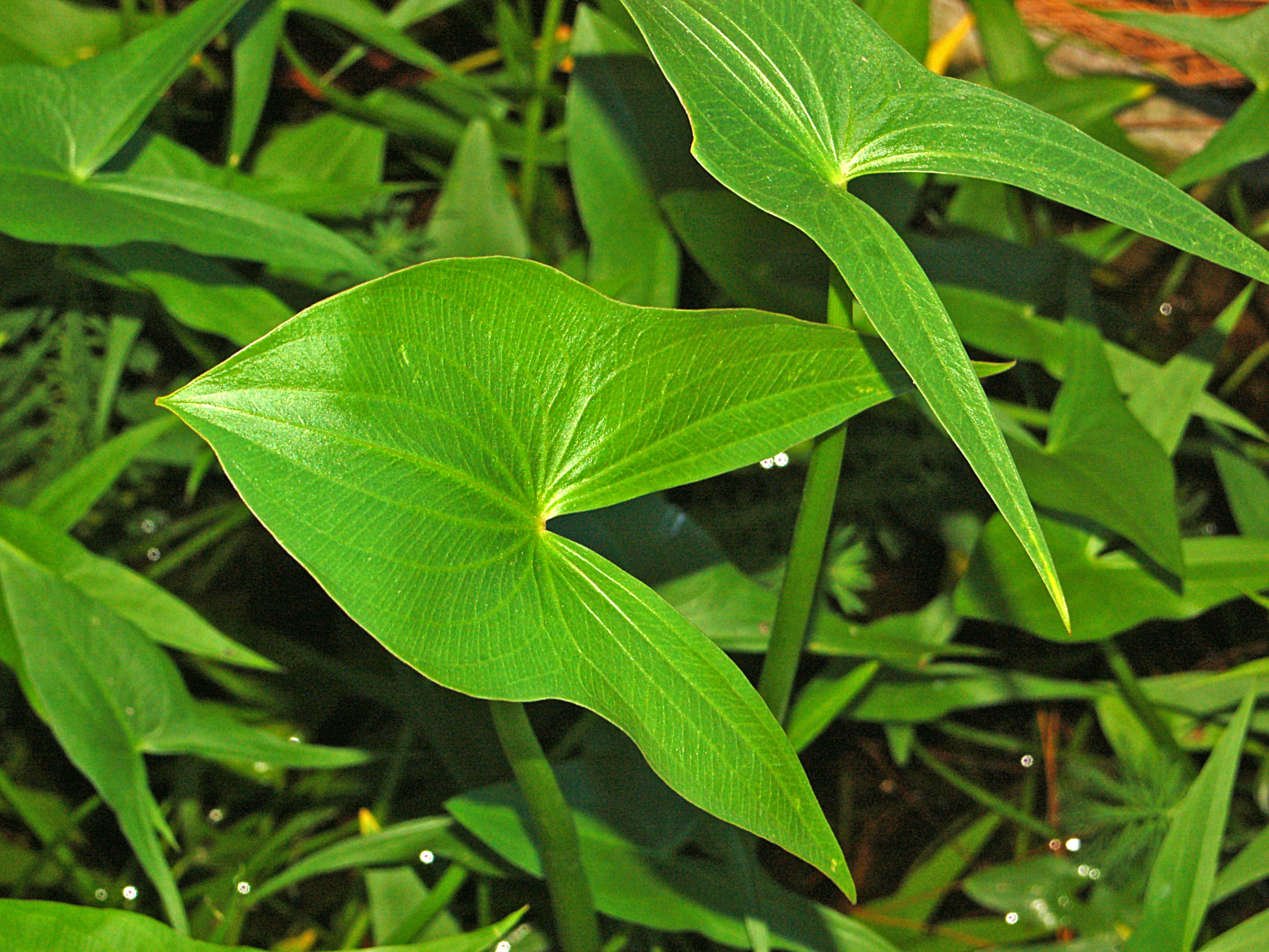
Надводные листья
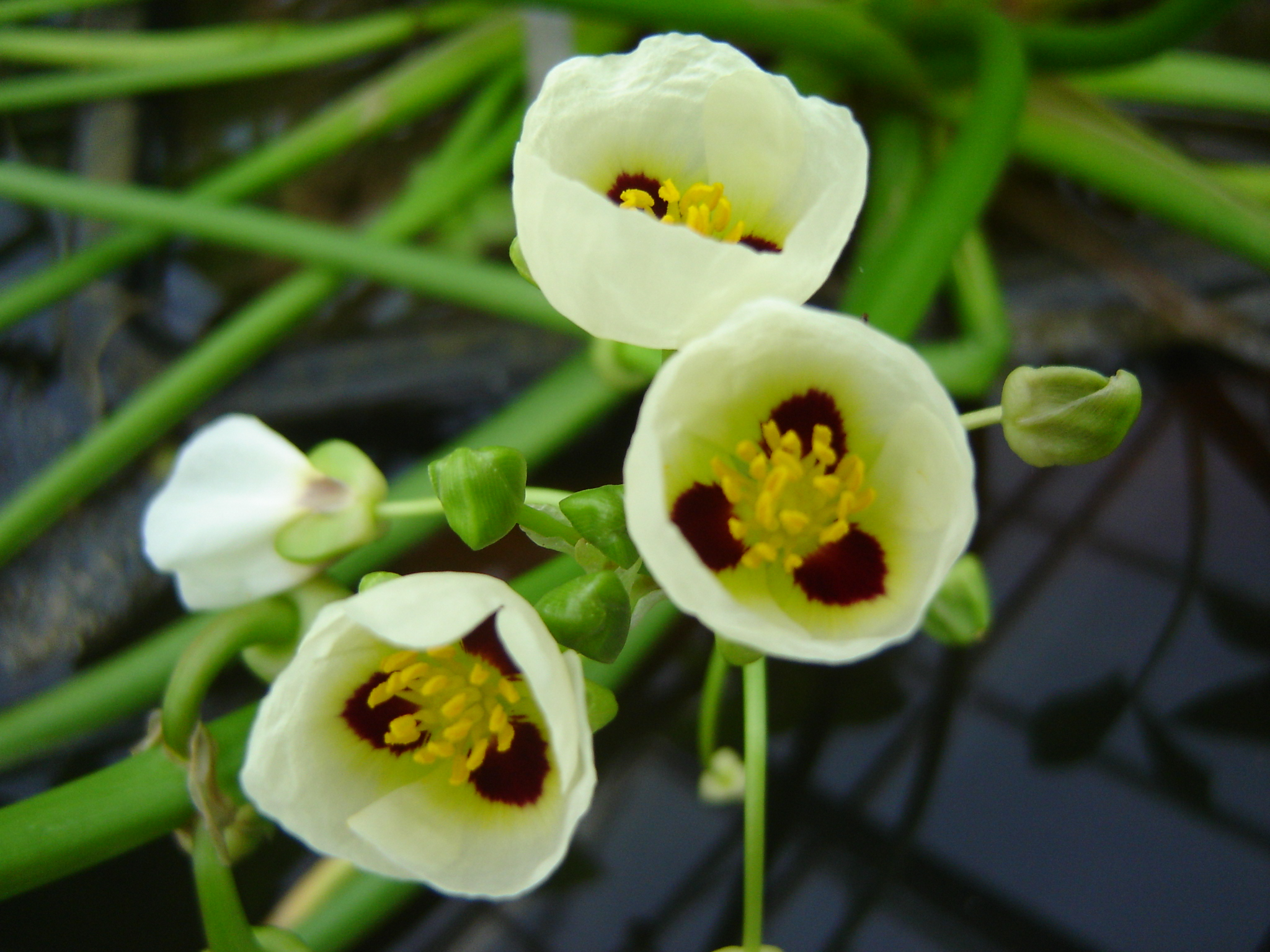
Цветущий стрелолист
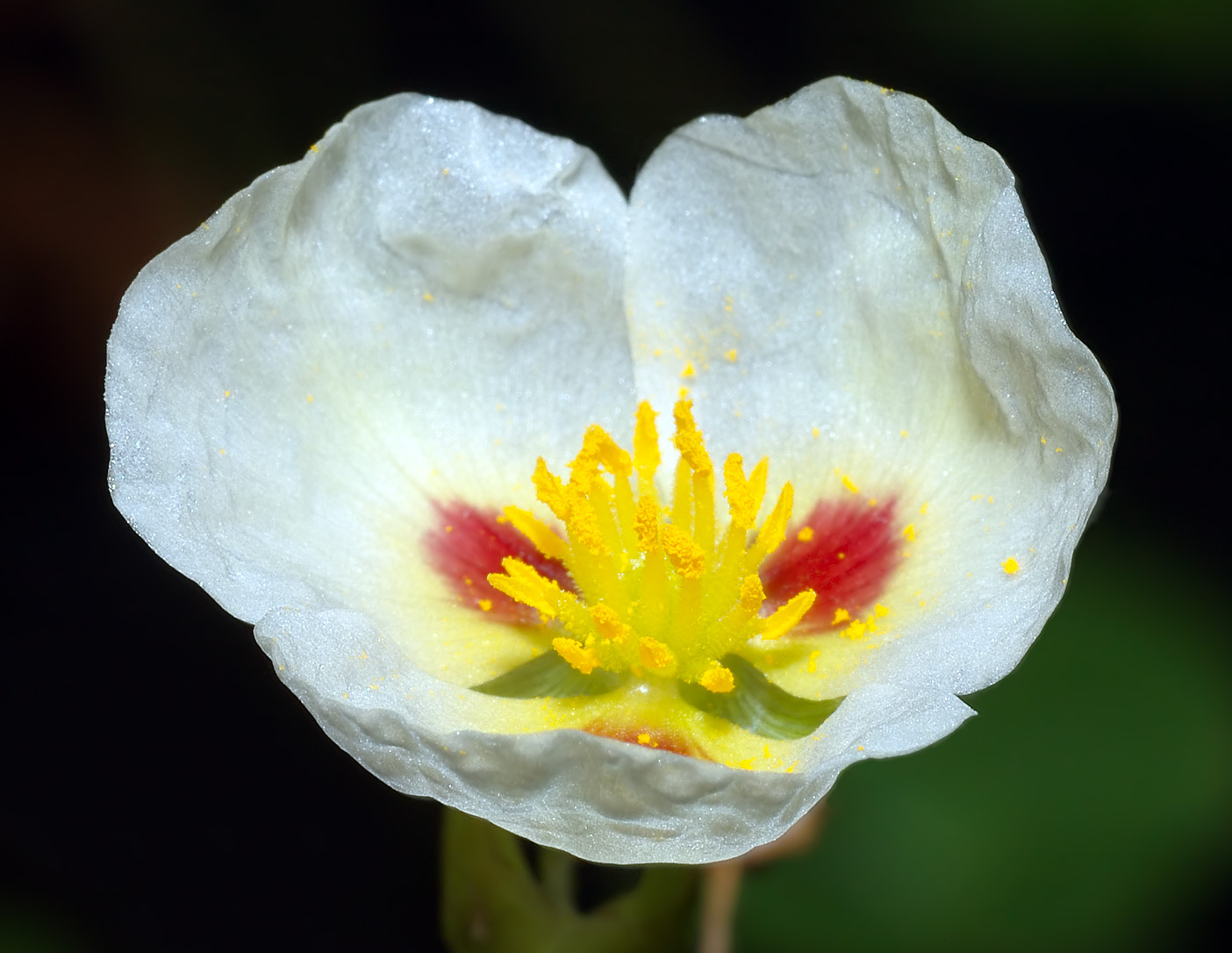
Цветок

## Подвиды
- Sagittaria montevidensis subsp. calycina (Engelm.) Bogin (синоним: Sagittaria calycina Engelm.) — США, Мексика[6]
- Sagittaria montevidensis subsp. montevidensis — Южная Америка[7]
- Sagittaria montevidensis subsp. spongiosa (syn. Sagittaria calycina var. spongiosa Engelm., Lophotocarpus spongiosus (Engelm.) J.G.Sm.) — Средне-Атлантические штаты и Северо-Восток США, Нью-Брансуик в Канаде[8]

## Ареал и местообитание
Стрелолист монтевидейский широко распространён на водно-болотных угодьях Северной Америки (США, Канада, Мексика) и Южной Америки (Бразилия, Боливия, Эквадор, Перу, Аргентина, Чили, Парагвай, Уругвай). В Северной Америке распространение раздельное, в основном на обширной территории от Западной Виргинии до Техаса и Южной Дакоты, но с отдельными популайциями в Нью-Брансуике, Мэне, Коннектикуте, Нью-Йорке, Нью-Джерси, Калифорнии, Флориде и Алабаме.
Кроме этого, вид натурализован в Испании, Танзании и на острове Ява в Индонезии.
Растёт преимущественно по краям прудов, в неглубоких и часто во временных водоёмах.